# Universitat Pontifícia de Salamanca
La Universitat Pontifícia de Salamanca (UPSAM) és una universitat catòlica espanyola, de caràcter privat, fundada el 1940 i establerta a Salamanca, amb campus a Salamanca i Madrid. Segons la seva web compta amb 6.520 alumnes.

## Història
Els governs lliberals del segle xix van excloure els estudis de Teologia i Dret Canònic de la Universitat de Salamanca. Per això el papa Pius XII va crear, el 1940, una nova universitat per a restaurar aquelles dues facultats, a la mateixa ciutat, i donar-li la categoria d'universitat pontifícia. D'aquesta manera va néixer aquesta universitat. De mica en mica s'hi van anar afegint nous estudis que van omplir un edifici que fins aquell moment estava desocupat, fins al punt que va quedar petit, sobretot per la gran acceptació dels estudis de comunicació. Actualment la universitat té diversos edificis, tant a Salamanca com a Madrid, incloent la Facultat de Teologia que es troba al Convent de San Esteban (Salamanca) de l'Orde dels Predicadors, a més de centres adscrits com l'Institut Superior de Filosofia de Valladolid. La seva seu és a l'antic Real Colegio del Espíritu Santo dels Jesuïtes.